# Boguslaw Gierajewski
Bogusław Antoni "Bogdan" Gierajewski (født 4. juni 1937 i Warszawa, Polen, død 14 marts 2025) var en tidligere polsk atlet som efter karrieren blev træner i Danmark.
Gierajewski deltog i to OL; 1960 i Rom var han med i det polske 4 x 400 meter hold som blev slået ud i semifinalen, fire år efter ved OL i Tokyo deltog han på 400 meter hæk, hvor han blev slået ud i det indledende heat med tiden 52,8.
Han deltog to gange i Universiaden i Torino 1959 blev det en 5.plads på 4 x 100 meter og en 4. plads på 4 x 400 meter. I Sofia 1961 blev det en 5.plads på 400 meter, en 6.plads på 4 x 100 meter og en 4.plads på 4 x 400 meter.
Han repræsenterede Polen i 18 landskampe og fik tre individuelle sejre. Han satte syv gange polsk rekord på distancerne; 200 meter hæk, 400 meter hæk og 4 x 400 meter.
I Polen løb han for klubberne Naprzód Brwinów og AZS Warszawa
Gierajewski tog en idrætslærer- og trænereksamen fra Warszawas idrætsakademi, Akademia Wychowania Fizycznego Józefa Piłsudskiego w Warszawie. Han flyttede i 1970'erne fra Polen og virkede som træner i Danmark og Sverige (IFK Lidingö). Han var i mange år træner i Sparta Atletik og var med til at vinde et stort antal af DM-medaljer til klubben.
Gierajewski fik dansk indfødsret 1998, men boede i Milanówek 31 km sydvest om Warszawa.

## Polske mesterskaber
- Guld 1964 400 meter hæk 51,4
- Guld 1964 4 x 400 meter
- Guld 1963 200 meter hæk 24,0
- Guld 1963 400 meter hæk 52,1
- Sølv 1960 400 meter hæk

## Personlige rekorder
- 100 meter: 10,6
- 200 meter: 21,3
- 400 meter: 47.2 (1964)
- 200 meter hæk: 23,3
- 400 meter hæk: 51.1h (1964)/ 51,43